# Miguel de Courcy
El almirante Miguel de Courcy (Michael de Courcy) fue un marino de origen irlandés que sirvió en la Royal Navy a fines del Siglo XVIII y comienzos del XIX. Cumplió un breve pero importante papel en el Río de la Plata durante el Primer bloqueo de Buenos Aires en 1811.

## Biografía
Era el tercer hijo de John 25° Lord Kingsale, Barón Courcy and Ringrove, premier barón de Irlanda y descendiente de sir John de Courcy (uno de los líderes de la Invasión normanda de Irlanda, nombrado por Enrique II de Inglaterra primer barón de Irlanda), y de Martha Heron, hija del reverendo Isaac Heron, de Dorsetshire.
Durante la Guerra de Independencia de los Estados Unidos comandó el sloop HMS Swallow.
En 1776 recibió el grado de teniente.
El 6 de septiembre de 1783 fue trasladado al HMS Europa, 50 cañones, nave insignia del almirante Gambier en la estación naval de Jamaica.
Casó el 24 de octubre de 1786 com Anne Blennerhasset, hija de Conway Blennerhasset, de Castle Conway, Kerry, hermana de la Baronesa Kingsale.
Tuvo varios hijos Michael (reverendo y rector de Drumcree), Nevinson (capitán) y Anne (casada con sir John Gordon Sinclair).
En 1787 fue trasladado al HMS Hyena, de 20 cañones, con el que escoltó al primer contingente de convictos enviados a Nueva Gales del Sur.
Tras esto, fue estacionado en las costas de Irlanda para reprimir el contrabando.
Recibió el grado de capitán en 1783 e iniciada la guerra con Francia comandó el HMS Pearl en la estación de Irlanda.
En 1795 recibió el mando de la fragata HMS Magnanime, de 64 cañones, con la que el 24 de agosto de 1798 capturó la fragata francesa Decade, de 36 cañones, y varios mercantes artillados (Le Triton, 8, Tiercelet, 8, Eugenie, 18, Audacieux, 20, Colombe, 12).
Se destacó en la campaña de Irlanda bajo el mando de Sir John B.Warren y participó de la derrota del escuadrón francés de Irlanda el 12 de octubre de 1798.
En febrero de 1799 fue puesto al mando del HMS Canada, de 74 cañones, de la flota del canal. En 1800 participó de la fracasada expedición contra Quiberon. El 10 de abril de 1801 en Black Rocks salvó al HMS Mars buque insignia del almirante Thornborough y lo condujo a salvo a Plymouth donde arribo diez días después del accidente. 
Al finalizar la guerra comando el HMS Namur y renovadas las hostilidades en 1803 fue asignado al HMS Plantagenet, 74, con el que patrulló un tiempo las costas de Irlanda y fue luego destinado a convoyar desde Santa Helena la flota de comercio llamada de la China, por lo que el Directorio de la Compañía Británica de las Indias Orientales le obsequió una vajilla de plata valuada en 500 guineas.
El 28 de noviembre de 1804 recibió el mando del HMS St.George, 98, y destinado a la estación de Jamaica, donde continuó prestando servicios hasta recibir la insignia de contralmirante el 9 de noviembre de 1805.
En 1808 izó su insignia en el HMS Tonnant, 80, con el que se sumó a la escuadra de sir John T.Duckworth en operaciones a las Indias Occidentales y las costas de América en persecución de un escuadrón francés que finalmente pudo eludir a sus perseguidores tras una travesía de 13000 millas.
En enero de 1809 comandó el escuadrón que embarcó al malhadado ejército de sir John Moore en La Coruña y a destacados españoles que partían al exilio, como el duque de Vera Aguas, descendiente de Cristóbal Colón. 
El 25 de enero de ese año por su eficacia en la operación recibió los agradecimientos de ambas cámaras del parlamento (Cámara de los Comunes y de los Lores).

### América del Sur

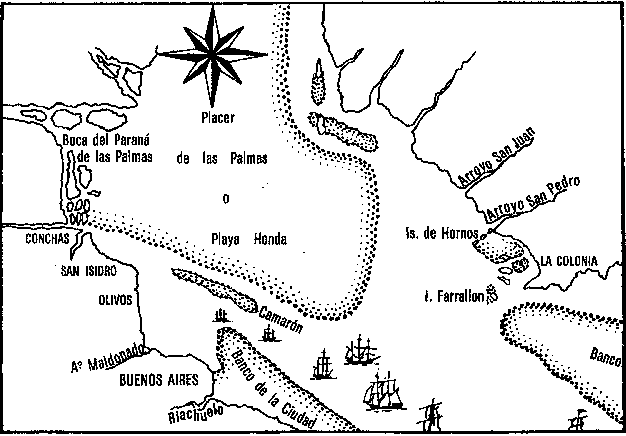
Mapa del Río de la Plata de la época.

Fue destinado al comando de la estación naval de Brasil en reemplazo del almirante Sidney Smith, arribando a su sede en Río de Janeiro al mando de la fragata HMS Diana.
Una vez allí izó su insignia en el HMS Foudroyant, de 80 cañones, donde continuó hasta su regreso a Inglaterra en 1812.
En mayo de 1809 temiendo que una flota francesa de 3 navíos y algunas fragatas se dirigiera al Río de la Plata, gobernado por Santiago de Liniers (cuya lealtad era puesta en duda por su origen francés), De Courcy zarpó hacia el área al mando de una división compuesta de los navíos de línea HMS Bedford, HMS Agamemnon, HMS Monarch, HMS Foudroyant, 1 bergantín y la goleta HMS Mistletoe. El 16 de junio al arribar a la bahía de Maldonado y procurar guarecerse tras la isla Gorriti la Agamemnon encalló, sufrió averías y debió ser abandonada, siendo la tripulación auxiliada por la Mistletoe.
En julio de 1809 el Correo de comercio informó el arribo a Maldonado de la división de Courcy. 
En mayo de 1810 De Courcy envió a Buenos Aires a la Mistletoe, al mando del capitán Roberto Ramsay, y a Montevideo al bergantín HMS Nancy, al mando del capitán Francis J.Kilwich con noticias originadas en Cádiz y fechadas el 4 de febrero de que los franceses ocupaban ya Andalucía y se había disuelto la Junta de Sevilla, el cuerpo de gobierno que había nombrado al virrey y último bastión de la resistencia española contra Francia. 

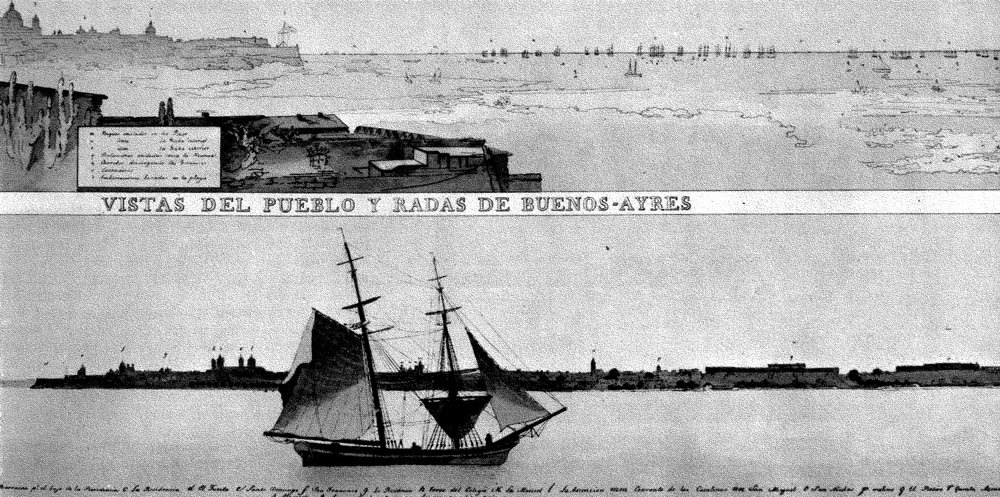
Vistas del pueblo y radas de Buenos Aires en 1813.

El lunes 14 de mayo de 1810 la Mistletoe arribó a Buenos Aires. El Virrey Baltasar Hidalgo de Cisneros intentó inútilmente demorar la difusión de las novedades, las que al conocerse aceleraron el movimiento revolucionario. 
El 18 de mayo Cisneros informó a los comerciantes ingleses que debían abandonar la ciudad antes del día 26. El Mistletoe y el Nancy,  reforzados con la corbeta Mutine, al mando del capitán Charles M.Fabian, y el Pitt, al mando del teniente Thomas P. Perkins, permanecieron expectantes frente al puerto de Buenos Aires. El 25 de mayo, conocida la noticia de la conformación de la Primera Junta saludaron los acontecimientos con salvas de homenaje. El 28 el Pitt zarpó a Río con las noticias de la insurrección y el 3 de junio la Mutine puso rumbo a Gran Bretaña con igual objeto. Ramsay, favorable al movimiento revolucionario, quedó entonces a cargo de la estación del Plata por su mayor antigüedad hasta que el 13 de junio arribó al puerto la fragata HMS Porcupine al mando del comodoro Roberto Elliot.
Producido el consiguiente bloqueo de Buenos Aires por los realistas de Montevideo que afectaba principalmente el comercio británico, se suscitó una divergencia entre el comandante de la estación naval del Río de la Plata Roberto Elliot, favorable a la aceptación del bloqueo, y el capitán Roberto Ramsay, comandante de la HMS Mistletoe y favorable a la junta de Buenos Aires. De Courcy resolvió a favor del segundo y ordenó a Elliot retirarse a Maldonado, tras lo que se dirigió al área a bordo del HMS Foudroyant.

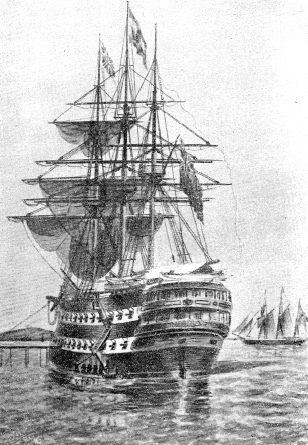
Reunión del representante de la Primera Junta con el vicealmirante Miguel de Courcy a bordo del HMS Foudroyant.

Allí se entrevistó con una misión de la Junta de Buenos Aires y respondió a la invitación de los representantes con los siguientes términos: "Puede Ud. contestar a los Sres de la Excma Junta que me hallo poseído de la más alta consideración y respeto hacia sus personas y que tendría un honor particular en pasar a Buenos Aires a tener el gusto de conocerlos personalmente si mi enfermedad no me lo impidiese (como Ud.ve) pero que espero dentro de poco poderlo hacer con mucho gusto mío y satisfacción de ella. Mañana salgo para Río de Janeiro, pues solo he demorado para aguardar a VS."
Obtuvo el grado de vicealmirante de la azul el 31 de julio de 1810.
El 5 de septiembre de ese año volvió a presentarse en Montevideo. Allí ofició a las autoridades realistas, encabezadas por Francisco Javier de Elío, manifestando que saludaba la bandera de Montevideo persuadido de que ya no existía discordia entre ambas ciudades, y que el gobierno británico había ordenado a los jefes navales (él incluido) que impidieran con todo rigor el tráfico de armas y afines entre súbditos de su nación y los americanos del sur, por lo que en la seguridad de con ello desaparecería la justificación principal del bloqueo, pedía garantías para las propiedades de sus compatriotas, incluyendo en ese concepto el tráfico seguro de mercaderías.
La respuesta de Elío fue negativa, haciendo hincapié en la exigencia de credenciales de la Regencia española emitidas a De Courcy como necesario aval para ser reconocido como interlocutor. La situación dio lugar a un largo intercambio de misivas entre el comandante británico y el gobernador realista.
Durante esos años De Courcy ganó la aprobación del gobierno inglés, la más alta consideración de los comerciantes ingleses y la estima y amistad del rey de Portugal quien lo condecoró con la orden de la Torre y espada (Order of the Tower and Sword).
Obtuvo el grado de almirante "of the blue" el 19 de julio de 1821.
Falleció en su domicilio en Stoketon House, cerca de Plymouth, el 22 de febrero de 1824.